# Rebel Kijów
Rebel Kijów (ukr. Футбольний клуб «Ребел» (Київ), Futbolnyj Kłub "Rebel" (Kyjiw)) – ukraiński klub piłkarski z siedzibą w stolicy kraju, mieście Kijów, grający od sezonu 2025/26 w Druhiej-lidze.

## Historia
Chronologia nazw:
- 15.03.2013: DJuFK Nika Kijów (ukr. ДЮФК «Ніка» (Київ))
- 2019: DJuSSz Nika Kijów (ukr. ДЮСШ «Ніка» (Київ))
- 2024: Rebel Kijów (ukr. ФК «Ребел» (Київ))

Klub piłkarski Rebel został założony w Kijowie w 2024 roku. Bazą klubu była Szkoła Sportowa dla dzieci i młodzieży, która powstała w 2013 roku jako DJuFK Nika Kijów.
W sezonie 2024/25 zespół debiutował w amatorskich mistrzostwach Ukrainy, w których w półfinale przegrał w rzutach karnych 2:4 z przyszłym zwycięzcą, klubem Dnister Zaleszczyki. Również dotarł do 1/8 finału Pucharu Ukrainy wśród amatorów.
Latem 2025 roku klub zgłosił się do rozgrywek Druhiej Lihi i otrzymał status profesjonalny.

## Barwy klubowe, strój, herb, hymn
|  |

Klub ma barwy maroon (kasztanowate). Piłkarze domowe spotkania zazwyczaj grają w strojach o kolorze maroon.

## Sukcesy

### Trofea międzynarodowe
Do chwili obecnej klub jeszcze nigdy nie zakwalifikował się do rozgrywek europejskich.

### Trofea krajowe
| \| \| Zdobyte trofea w rozgrywkach Ukrainy (stan na: 31-05-2025) \| |                                                            |      |          |
| Rozgrywki                                                           | Osiągnięcie                                                | Razy | Sezon(y) |
| · Mistrzostwo                                                       | I miejsce                                                  | 0    |          |
| · Mistrzostwo                                                       | II miejsce                                                 | 0    |          |
| · Mistrzostwo                                                       | III miejsce                                                | 0    |          |
| Puchar                                                              | zdobywca                                                   | 0    |          |
| Puchar                                                              | finalista                                                  | 0    |          |
| Puchar                                                              | 1/? finału                                                 | 1    | 2025/26  |
| II liga                                                             | I miejsce                                                  | 0    |          |
| II liga                                                             | II miejsce                                                 | 0    |          |
| II liga                                                             | III miejsce                                                | 0    |          |
| Ukraina                                                             | Zdobyte trofea w rozgrywkach Ukrainy (stan na: 31-05-2025) |      |          |

- Druha liha (D3):
  - ?.miejsce (1x): 2025/26

- Puchar Kijowa:
  - zdobywca (1x): 2023/24

## Poszczególne sezony

### Rozgrywki międzynarodowe

#### Europejskie puchary
Nie uczestniczył w rozgrywkach europejskich.

### Rozgrywki krajowe
| \| Ukraina \| Bilans występów klubu w rozgrywkach piłkarskich Ukrainy (Stan na 31 maja 2025 r.) \| \| |                                                                                   |        |       |   |   |   |    |    |     |            |        |        |       |
| Poziom                                                                                                | Rozgrywki                                                                         | Sezony | Mecze | Z | R | P | B+ | B– | Pkt | Lata       | Awanse | Spadki | Naj.  |
| I | Wyszcza liha / Premier-liha                                                       | 0      |       |   |   |   |    |    |     |            | 0      | 0      |       |
| II | Persza liha                                                                       | 0      |       |   |   |   |    |    |     |            |        |        |       |
| III                                                                                                   | Druha liha                                                                        | 1      |       |   |   |   |    |    |     | od 2025/26 | 0      | 0      | ?     |
| IV | Amatorska liha                                                                    | 1      |       |   |   |   |    |    |     | 2024/25    | 1      | 0      | 1/2 f |
| | Puchar Ukrainy                                                                    | 1      |       |   |   |   |    |    |     | od 2025/26 | 0      | 0      | 1/?   |
| Ukraina                                                                                               | Bilans występów klubu w rozgrywkach piłkarskich Ukrainy (Stan na 31 maja 2025 r.) |        |       |   |   |   |    |    |     |            |        |        |       |

## Piłkarze, trenerzy, prezydenci i właściciele klubu

### Piłkarze

#### Aktualny skład zespołu
Stan na 1 lipca 2025.
| Nr | Poz. | Piłkarz           |
| -- | ---- | ----------------- |
| 1  | BR   | Bohdan Bycenko    |
| 3  | OB   | Jewhenij Debełko  |
| 6  | OB   | Semen Kluczyk     |
| 7  | PO   | Denys Własenko    |
| 8  | PO   | Danyło Panow      |
| 9  | PO   | Bohdan Petrowskyj |
| 10 | PO   | Mykoła Neskej     |
| 11 | NA   | Iwan Dawydenko    |
| 14 | OB   | Hlib Harbar       |
| 16 | NA   | Bohdan Andruchiw  |
| 17 | PO   | Władysław Zorenko |

| Nr | Poz. | Piłkarz               |
| -- | ---- | --------------------- |
| 20 | OB   | Jewhenij Mazur        |
| 21 | OB   | Wiaczesław Stawnyczyj |
| 23 | PO   | Renat Czubow          |
| 31 | BR   | Nikita Hudymenko      |
| 70 | PO   | Jurij Hezeło          |
| 77 | OB   | Władysław Hromskyj    |
| 91 | NA   | Anton Bohdan          |
| 94 | BR   | Maksym Babijczuk      |
| 97 | OB   | Jehor Kapustian       |
| 99 | NA   | Władysław Kłymenko    |

### Trenerzy
- od 01.07.2024:  Maksym Demski

### Prezydenci
- od 2024:  Dmytro Kyryłenko

## Struktura klubu

### Stadion
Drużyna rozgrywa swoje mecze domowe w Makarowie na stadionie Centralnym im. M.Brukwenka, który może pomieścić 3100 widzów.

## Kibice i rywalizacja z innymi klubami

### Derby
- Atłet Kijów
- JuKSA Kijów
- Liwyj Bereh Kijów
- Łokomotyw Kijów
- Czajka Petropawliwśka Borszczahiwka